# کونیگز-روتنباخ
کونیگز-روتنباخ (به آلمانی: Königsee-Rottenbach) یک شهر در آلمان است که در زارفلد-رودلشتات واقع شده‌است. کونیگز-روتنباخ ۶٬۸۸۴ نفر جمعیت دارد.

## خواهرخوانده
شهر ارباخ در اودنوالد خواهرخواندهٔ کونیگز-روتنباخ هست.